# Jarosław Kubicki
Jarosław Kubicki est un footballeur polonais né le 7 août 1995 à Lubin. Il évolue au poste de milieu de terrain au Lechia Gdańsk.

## Biographie

### En club
Il joue six matchs en Ligue Europa avec l'équipe du Zagłębie Lubin.

### En équipe nationale
Avec les espoirs, il participe au championnat d'Europe espoirs en 2017, mais en restant sur le banc des remplaçants.

## Palmarès
- Champion de Pologne de deuxième division en 2015 avec le Zagłębie Lubin
- Vainqueur de la Coupe de Pologne en 2019 avec le Lechia Gdańsk
- Vainqueur de la Supercoupe de Pologne en 2019 avec le Lechia Gdańsk